# Quickborner Tageblatt
Das Quickborner Tageblatt ist eine 1965 gegründete regionale Tageszeitung für den Raum Quickborn. Sie erscheint im Verlag A. Beig Druckerei und Verlag GmbH & Co. KG.

## Geschichte
Chefredakteure sind Gerrit Bastian Mathiesen und Jan Frederik Schönstedt. Sie verantworten alle Produkte des Medienhauses, d. h. auch das Pinneberger Tageblatt, Schenefelder Tageblatt, Wedel-Schulauer Tageblatt, Barmstedter Zeitung, Elmshorner Nachrichten, Uetersener Nachrichten sowie die digitalen Medien. Herausgeber sind Werner F. Ebke und der Verleger Jan Dirk Elstermann.
Seit Dezember 2009 gibt es die Tageszeitung als ePaper, seit Dezember 2012 ist sie als Mobile App für iPhone und iPad erhältlich.